# Japońskie tytuły grzecznościowe

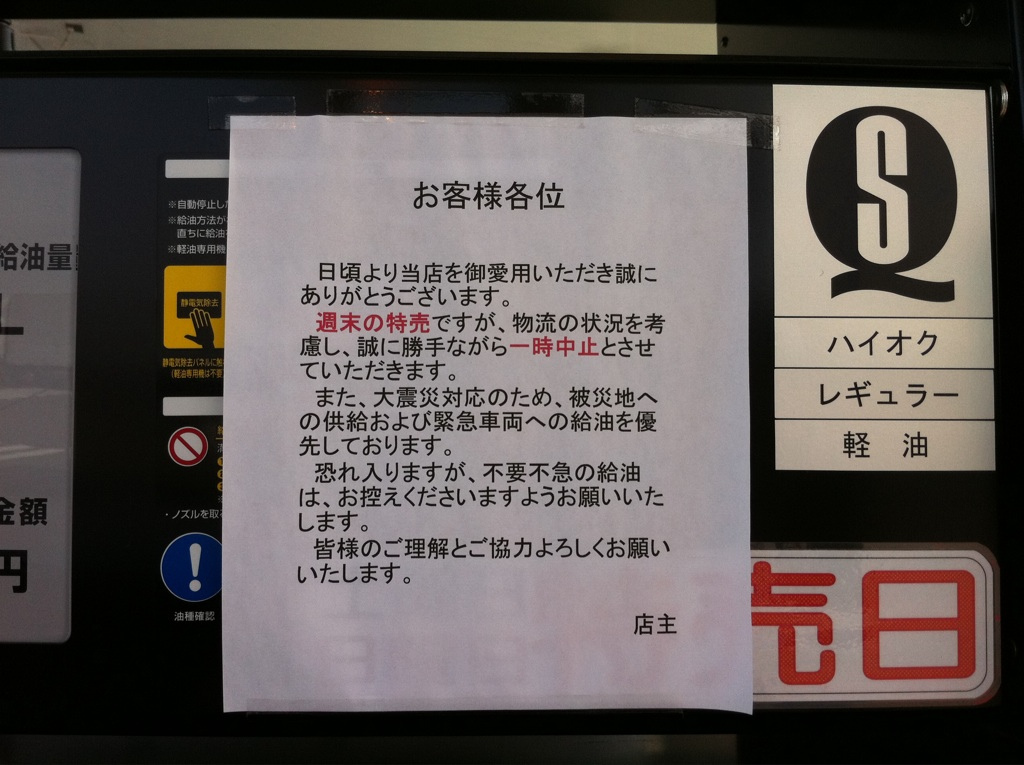
Przykład użycia grzecznościowego sformułowania お客様 o-kyaku-sama w ogłoszeniu na stacji benzynowej w związku z ograniczeniem dystrybucji paliwa w wyniku trzęsienia ziemi; na początku ostatniego akapitu występują dwa znaki 皆様 (mina-sama) znaczące „wszyscy szanowni” („są uprzejmie proszeni o zrozumienie i współpracę”)

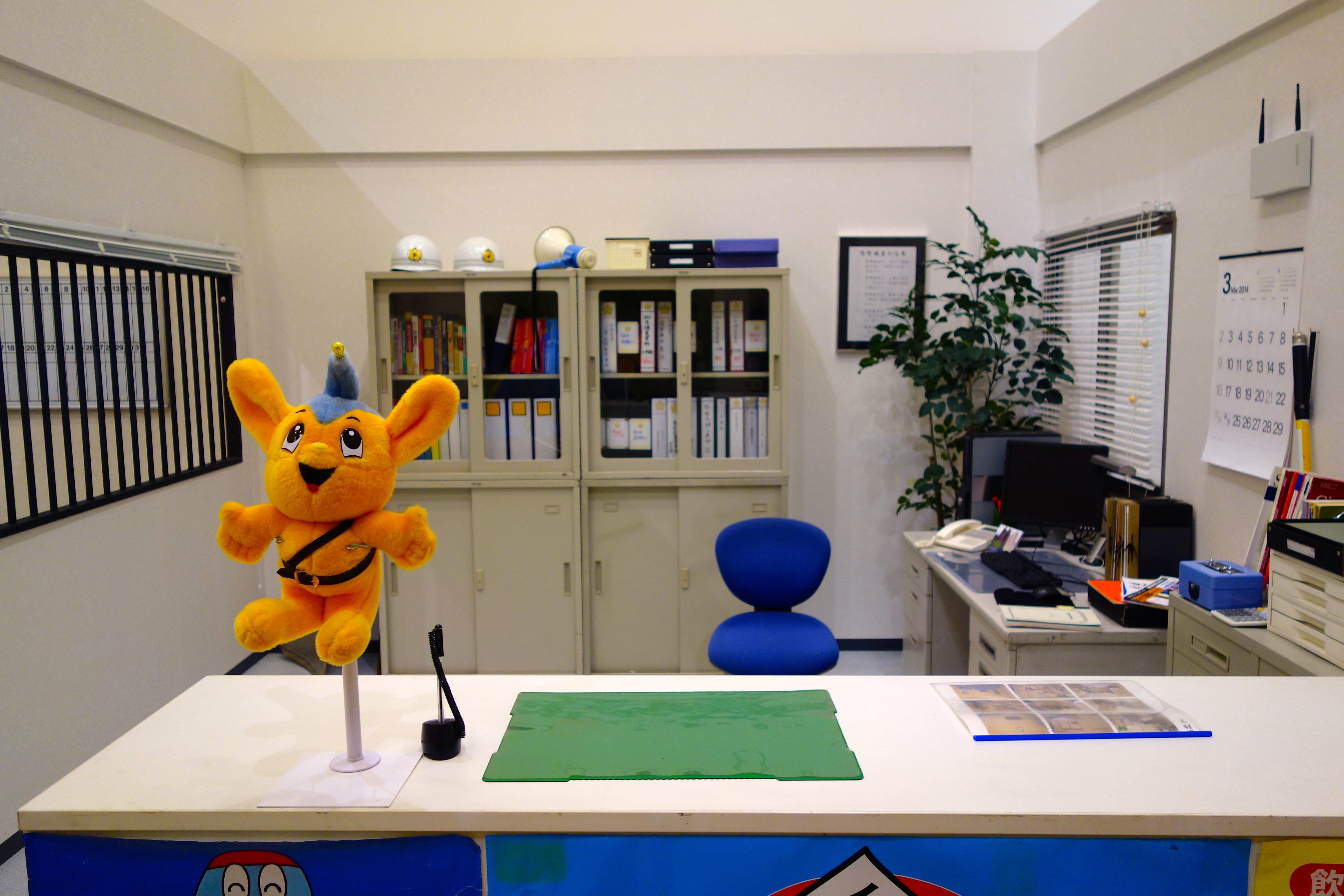
Pipō-kun, maskotka policji

Język japoński, jak wiele innych języków, używa szerokiej gamy tytułów grzecznościowych służących do okazania szacunku innym osobom.
W języku japońskim tytuły grzecznościowe występują w formie przyrostków grzecznościowych (sufiksów honoryfikatywnych) i mogą być dołączane do nazwisk, imion, a także tytułów zawodowych. Najbardziej popularnym i znanym poza Japonią przyrostkiem jest -san, który semantycznie odpowiada zwrotom pan, pani, panna w języku polskim. Inne popularne przyrostki to -sama, sensei (występuje zarówno jako sufiks i jako samodzielne słowo, rzeczownik), -kun, i -chan. Przyrostki te często występują łącznie z przedrostkami grzecznościowymi i są także uzupełniane grzecznościowymi, pełnymi szacunku, czasownikami, które różnią się całkowicie w zapisie i wymowie od czasowników standardowych, powszechnie używanych (np. „jeść” to taberu, ale uprzejmie i z szacunkiem meshiagaru).

## Tytuły grzecznościowe (język szacunkusonkei-go)

### San
Sufiks san (jap. さん -san) jest najpowszechniejszym tytułem grzecznościowym, dodawanym do nazwisk lub imion, zarówno mężczyzn, jak i kobiet. Tłumaczy się jako: „pan”, „pani”, „panna”.
San używa się również po rzeczownikach oznaczających zawód. Na przykład sprzedawca książek może być zaadresowany jako hon’ya-san („sprzedawca książek” + san), a rzeźnik jako nikuya-san („rzeźnik” + san). Może mu towarzyszyć przedrostek honoryfikatywny „o”, np. o-isha-san („pan doktor”)
San jest też używane w rozmowach o korporacjach lub podobnych podmiotach. Na przykład biuro lub sklep firmy o nazwie Kojima Denki może być nazywany „Kojima Denki-san” przez inną niedaleką firmę. Można to zaobserwować na minimapkach, często używanych w książkach telefonicznych i na wizytówkach w Japonii, gdzie nazwy niedalekich firm pisane są z użyciem -san.
Choć – mówiąc ściśle – w tym użyciu nie jest to tytuł honorowy, -san może być również dołączone do nazw zwierząt lub produktów żywnościowych. Na przykład kot domowy może być nazywany neko-san, a ryba używana do gotowania – sakana-san. Oba użycia są uznawane za kobiece i/lub dziecinne (jak „Pan Kot” po polsku) i powinno się ich unikać w rozmowie.
W zachodniej Japonii (Kansai), szczególnie w okolicach Kioto, han (jap. はん) jest używane zamiast san.

### Sama
Sama (jap. 様 -sama) jest bardziej formalnym i uprzejmym niż -san, oficjalnym sufiksem grzecznościowym. Jest głównie używany do tytułowania osób o wyższym statusie niż mówiący, a także w biznesie w odniesieniu do klientów. Pojawia się także w słowach używanych do rozmów o osobach, względem których mówiący chce okazać szacunek lub poważanie, albo do tytułowania takich osób, na przykład o-kyaku-sama („szanowni państwo klienci, goście”; o jest przedrostkiem grzecznościowym) lub Tateishi-sama (tateishi oznacza „stojący kamień”, który jest czczony od 600 lat w tokijskiej dzielnicy Katsushika).
Sufiks -sama jest używany w prasie w odniesieniu do żeńskich członków rodziny cesarskiej (na przykład Masako-sama, żona następcy tronu). Japończycy dołączają również -sama do nazwisk osób o szczególnym talencie lub urodzie, choć to użycie często jest żartobliwe, przesadzone lub nawet ironiczne. Przykładem może być tytuł Tanaka-sama w odniesieniu do młodego mężczyzny o nazwisku Tanaka uznawanego za bardzo przystojnego przez wielbicieli, a także Leo-sama (lub Reo-sama), co stało się przyimkiem medialnym Leonarda DiCaprio.
Użycie -sama wobec samego siebie będzie odebrane jako arogancja i wywyższanie się ponad innych, co jest niedopuszczalne. Skrajnym tego przykładem może być wypowiedzenie zwrotu ore-sama („moje czcigodne Ja”), co będzie już blisko wulgarności.
Sama stosowane jest także przy nazwiskach w adresach pocztowych i jest często spotykane w oficjalnych e-mailach.
W taki sam sposób, w jaki -chan jest zdrobniałą, pieszczotliwą wersją -san, istnieje również forma familiarna, używana przez dzieci, -chama dla -sama, używana zazwyczaj przez dzieci w odniesieniu do osób starszych.

### Dono
Dono (jap. 殿 -dono) należy do grupy słów uprzejmych, terminologii szacunku (teinei-go, keigo). Oznacza „szanowny pan”, „szanowna pani” o szczególnym charakterze formalnym. Obecnie jest to forma używana głównie w oficjalnych pismach i listach (także biznesowych). Tytuł ten nie jest używany w codziennej konwersacji. Występuje natomiast na dyplomach i dokumentach przyznających certyfikaty i nagrody. Prezentuje on duże podobieństwo do angielskiego Esquire (Esq.).
Pojawiające się w filmach lub serialach słowa: tono (殿) lub tono-sama (殿様) odnoszą się do panów feudalnych daimyō. Tono jest archaizmem w odniesieniu do dawnych, okazałych budynków, pałaców, rezydencji arystokratów. Ten sam znak czytany -den występuje do dziś w słowie o znaczeniu pałac (kyūden).
Dono i tono często występują w anime i mandze, zazwyczaj w jednej z dwóch form:
1. uległej – dzięki dawnemu znaczeniu, ta forma okazuje więcej szacunku niż sama, a dużo więcej niż san[5].
2. równorzędnej – ta forma dono jest używana przez jedną potężną/istotną osobę w odniesieniu do innej potężnej/istotnej osoby, z wielką dozą szacunku, lecz bez wynoszenia adresata ponad mówiącego[6].

### Shi
Shi (jap. 氏 -shi, -uji) jest tytułem używanym w oficjalnych pismach i przemówieniach, w odniesieniu do osoby nieznanej mówiącemu – zazwyczaj znanej poprzez publikacje, lecz której mówiący nigdy nie spotkał osobiście. Na przykład jest popularnym terminem w języku gazetowym. Preferowany jest w dokumentach oficjalnych, publikacjach akademickich i niektórych innych formach oficjalnych pism. Odnosi się wyłącznie do mężczyzn, ale w dawnych czasach był sufiksem po nazwiskach panieńskich kobiet zamężnych (pol. „z domu”, ang. „née”). Występuje także w kurtuazyjnym znaczeniu, w czytaniu jako sufiks -uji po nazwiskach.
Jest to także sufiks używany po nazwach klanów lub rodzin, np. Genji (源氏).
Po tym, jak imię osoby zostało użyte z shi, dana osoba może być adresowana poprzez samo shi (bez użycia imienia), jak długo jest tylko jedna osoba, do której piszący lub mówiący się odnosi.

### Sensei
Sensei (jap. 先生; dosł. „wcześniej urodzony”) to (1) nauczyciel (w szkole), osoba nauczająca jakiejś dziedziny wiedzy lub sztuki, (2) słowo honoryfikatywne używane bez nazwiska przy zwracaniu się do: nauczycieli, prawników, polityków, lekarzy, mistrzów, artystów, (3) słowo honoryfikatywne, dodawane do nazwiska nauczycieli, lekarzy itp. Jest stosowane powszechnie, aby pokazać respekt mówiącego wobec kogoś, kto osiągnął pewien poziom mistrzostwa w swojej dziedzinie. Na przykład japońscy fani mangi odnoszą się do rysowników z użyciem przyrostka sensei, jak Takahashi-sensei dla artystki Rumiko Takahashi. Termin ten jest podobnie stosowany przez fanów w innych dziedzinach sztuki.
Terminem ō-sensei (jap. 翁先生; dosł. „czcigodny mistrz”, „uhonorowany czasem nauczyciel”) często określa się założycieli sztuk walki w ramach budō, np. Morihei Ueshiba twórca aikido.

## Inne tytuły

### Kun
Kun (jap. 君) – w oryginalnym znaczeniu znak ten, czytany kimi, znaczył: monarcha, władca, suweren. Obecnie jest tytułem używanym wyłącznie w stosunku do mężczyzn i chłopców. Nauczyciele szkolni używają -kun w odniesieniu do uczniów płci męskiej, w odróżnieniu od -san lub -chan w stosunku do uczennic. Użycie -kun w odniesieniu do dzieci płci męskiej jest podobne do użycia -san w stosunku do dorosłych. Innymi słowy, nieużycie -kun jest traktowane jako zachowanie niegrzeczne, ale – podobnie jak -san w odniesieniu do członków rodziny – -kun jest tradycyjnie pomijane w odniesieniu do własnych dzieci (chyba że kun stanowi część przezwiska: „Akira-kun” – Akkun).
Tak zwracają się do siebie koledzy w pracy, także członkowie parlamentu japońskiego, a ministrowie są adresowani z użyciem kun przez przewodniczących izb.

### Chan
Chan (jap. ちゃん) jest zdrobniałym, familiarnym przyrostkiem. Jest to nieformalna wersja san używana do adresowania dzieci i żeńskich członków rodziny. Może być również zastosowana do zwierząt, kochanków, bliskich przyjaciół i ludzi znanych od dzieciństwa. Chan jest używane jako słowo pieszczotliwe, szczególnie w przypadku dziewcząt, aż do dorosłości. Przyjęło się także, iż rodzice nazywają swoje córki chan, a synów kun, choć chan można również użyć w stosunku do chłopców. Dorośli mogą używać chan w formie pieszczoty, zwracając się do kobiet, z którymi są w bliskich stosunkach.
Chan może być uznany za kobiecy styl mówienia, gdyż jest używany głównie przez kobiety lub w odniesieniu do nich. Jego zakres użycia przypomina słowo „kochanie” w języku polskim. Nazwanie kobiety neko-chan ma znaczenie podobne, jak w języku polskim „koteczku”. Mężczyźni nie używają chan w odniesieniu do innych mężczyzn (z wyjątkiem małych dzieci).
Imiona zwierząt są często tworzone poprzez dodanie chan do skróconej nazwy gatunkowej. To pokazuje jeszcze większe przywiązanie, niż gdyby dodać je do pełnej nazwy. Zatem na przykład udomowiony królik (usagi) może być nazywany usa-chan, a nie usagi-chan. Podobnie, chan jest czasem użyte, aby stworzyć przezwiska dla gwiazd. Na przykład Arnold Schwarzenegger zyskał dla uproszczenia trudnego nazwiska przydomek Shuwa-chan w Japonii. Przydomki mogą również używać wariacji chan (zobacz eufoniczne przyrostki i gry słów poniżej).
Choć zazwyczaj zwrotów grzecznościowych nie stosuje się w odniesieniu do samego siebie, część młodych kobiet przybrała afektowaną formę mówienia o sobie w trzeciej osobie z użyciem -chan, sposób mówienia spotykany zazwyczaj tylko wśród małych dzieci. Na przykład młoda kobieta o imieniu Maki może się nazywać Maki-chan zamiast używać form w pierwszej osobie.
Japończycy używają -chan w odniesieniu do dzieci w wieku przedszkolnym, a czasem do uczennic i uczniów szkół podstawowych i dzieci w rodzinie. Nie można zwracać się w ten sposób do dorosłych kobiet lub mężczyzn. Inaczej mówiąc, chan używa się tylko wobec dzieci. Użycie wobec dorosłych jest niezręczne i niegrzeczne.
Oprócz -chan występują także: -chin (jap. ちん) (rzeczownik używany jak przyrostek, intymny lub pogardliwy), -tan (jap. たん) (poufały sufiks używany w stosunku do znanej osoby, w mangach, języku kobiet), -chama (jap. ちゃま) (przyrostek wyrażający szacunek językiem familiarnym, dziecięcym).
Tan, jako hipokorystyczny sufiks, jest często używany w personifikacjach moe, artystycznych memach na japońskich imageboardach uosabianych przez żeńskie postacie, przedstawianych jako cosplay, reprezentujących nieludzi, obiekty nieożywione, idee lub fenomeny lub popularne produkty konsumenckie. Znane przykłady to między innymi OS-tan (reprezentujące systemy operacyjne) i Bisuke-tan (reprezentujące ciasteczka KFC). Niektóre z tych postaci, jak na przykład Binchō-tan, są prawdziwymi firmowymi maskotkami.
Chama, jako kontaminacja chan i sama, jest czasem używana w stosunku do osób młodych, lecz cieszących się szacunkiem mówiącego.

### Senpai i kōhai
Senpai (jap. 先輩) – osoba starsza, lepsza, bardziej doświadczona, poprzednik w pracy lub szkole. Sposób zwracania się do starszych lub wyższych pozycją kolegów lub mentorów, np. uczniowie odnoszący się do uczniów wyższych klas w szkołach, początkujący sportowcy do starszych stażem w klubach sportowych, nowi pracownicy do swoich mentorów lub starszych stażem w biznesie.
Kōhai (jap. 後輩) – przeciwieństwo senpai, młodsza osoba wiekiem, stażem w szkole, pracy.
Słowa senpai i kōhai pokazują wzajemne relacje wynikające z różnicy wieku i doświadczenia. Jednakże nawet uproszczone porównanie senpai do mentora na Zachodzie, a kōhai – do protegowanego, co ułatwia zrozumienie cudzoziemcom, jest zbyt silne.

### Tytuły związane ze stanowiskiem, funkcją, zawodem
Oprócz opisanych powyżej tytułów ogólnych, do nazwisk dodaje się nazwę wykonywanego zawodu lub prowadzonej działalności, np. w przypadku sportowców komentator RTV używa słowa senshu (jap. 選手). Zawodowy stolarz może używać tytułu tōryō (jap. 棟梁) oznaczającego „mistrz stolarski” i być adresowanym „Suzuki-tōryō” zamiast „Suzuki-san”.
Wewnątrz firmy używa się po nazwisku tytułów służbowych, na przykład prezes firmy shachō (jap. 社長) (np. Tanaka-shachō), czy szef działu (naczelnik) buchō (jap. 部長) (np. Suzuki-buchō) itp.

### Nazwy zawodów
Są dwa sposoby nazywania osób, które wykonują określony zawód (nie jest to zwrot grzecznościowy), czy prowadzą określoną działalność, np. sportową. Podobnie jak w języku angielskim sufiksy: „-ist” i „-er”, w języku japońskim taką rolę pełnią:
家 „-ka” – np.: jūdō-ka (jap. 柔道家; „osoba uprawiająca judo”), manga-ka (jap. 漫画家; dosł. „twórca mangi”), seiji-ka (jap. 政治家; „polityk”);
者 „-sha” – np.: kagaku-sha (jap. 科学者; „naukowiec”), hibaku-sha (jap. 被爆者; „ofiara bomby atomowej”).

### Nazwy przedsiębiorstw
Jak wspomniano powyżej, firmy często odnoszą się do siebie nieformalnie, używając nazwy firmy plus san. Jednakże w korespondencji formalnej, oficjalnej, gdy list lub e-mail nie jest adresowany do konkretnej osoby, ale do firmy, organizacji, stowarzyszenia itp. dodaje się zwrot (rzeczownik w charakterze sufiksu) onchū (jap. 御中). Tytuł ten jest tłumaczony na język angielski jako „Messrs.”, skrót od „Messieurs”.
Zgodnie z japońską zasadą zachowania grzeczności i hierarchiczności w tytułach, stosuje się złożenia znaczeniowe (zwroty), wyrażające szacunek dla innych, a obniżające własną stronę. Z tego powodu, mówiąc o własnej firmie trzeba użyć np. formy heisha (jap. 弊社; „nasza firma” – w sensie niegodna, skromna, niskiej rangi), a o firmie rozmówcy – kisha (jap. 貴社) i onsha (jap. 御社; „wasza szacowna firma”).

### Ue
Ue (jap. 上 -ue) oznacza wysoki poziom szacunku. Obecnie jest rzadko używany, można go jednak znaleźć w konstrukcjach typu chichi-ue (jap. 父上; „szacowny, drogi ojciec”) lub haha-ue (jap. 母上; „szacowna, droga matka”), odnoszących się do własnych rodziców. Słowa (rzeczowniki) używane w rodzinach samurajskich przed okresem Meiji.

### Tytuły cesarskie i rządowe
Japoński protokół cesarski jest skomplikowany i posiada rozbudowaną tytulaturę. Poniżej wybrane przykłady.
- Heika (jap. 陛下) oznacza „Wasza/Jego/Jej Cesarska Mość” (ang. Your/His/Her Majesty). Pierwotne znaczenie: „przy schodach pałacowych”.
  - Tennō Heika 天皇陛下 „Jego Cesarska Mość” odnosi się wyłącznie do panującego monarchy
  - Kōgō Heika 皇后陛下 „Jej Cesarska Mość” do cesarzowej
  - Tennō Kōgō Ryōheika 天皇皇后両陛下 „Ich Cesarskie Moście Cesarz i Cesarzowa”[2][3].
- Denka (jap. 殿下) oznacza „Wasza/Jego/Jej Wysokość” (ang. Your/His/Her Highness)[2][3].
- Kakka (jap. 閣下) oznacza „Wasza/Jego/Jej Ekscelencja” i jest używany m.in. w stosunku do wysokiej rangi urzędników państwowych, premierów, ambasadorów, mężów stanu[2][3].

### Sztuki walki
Adepci sztuk walki nazywają swoich mistrzów sensei. Młodsi stopniem zwracają się do starszych współćwiczących senpai, do młodszych kōhai, a do równych dōhai. Poszczególne dyscypliny stosują własne nazewnictwo i tytuły, także honorowe. Niektóre tytuły występują w kilku różnych dziedzinach.
Różne tytuły są używane w odniesieniu do starszych instruktorów. Jakie tytuły są używane, zależy od organizacji:
- renshi (jap. 錬士) – instruktor (w sportach walki);
- kyōshi (jap. 教士) – zaawansowany nauczyciel (w sportach walki);
- hanshi (jap. 範士) – ekspert, mistrz szermierki, „nauczyciel nauczycieli”. Używany w różnych dyscyplinach dla najlepszych nauczycieli, czasem tłumaczony jako „Wielki Mistrz”;
- shihan (jap. 師範) – nauczyciel, mistrz, trener, instruktor (także w sportach walki np. kendo)[3][2];
- zeki (jap. 関 -zeki) – honorowy sufiks dodawany do nazwisk zapaśników sumo grupy sekitori, tzn. dywizji makuuchi i jūryō[2].

## Wybrane inne
- meijin (jap. 名人) – mistrz, wielki mistrz go i shōgi. Zobacz też powieść noblisty Yasunariego Kawabaty Meijin – mistrz go.
- kyōshi (jap. 教師) – nauczyciel (w szkole), wykładowca[1];
- oyakata (jap. 親方, w wielu wypadkach zapis kaną おやかた) – rzeczownik honoryfikatywny o znaczeniu: mistrz, przełożony, trener-właściciel stajni sumo, szef gangu (oya 親 znaczy rodzic, rodzice)[7][1];
- shidōin (jap. 指導員) – (1) instruktor, (2) doradca, (3) lider, (4) wódz[1];
- shishō (jap. 師匠) – tytuł używany np. dla (1) instruktorów sztuk walki, (2) nauczycieli tańca, muzyki[3].